# Мали Буковец (општина)
Мали Буковец је насељено место и седиште општине у Вараждинској жупанији, Хрватска. До територијалне реорганизације у Хрватској налазио се у саставу бивше велике општине Лудбрег.

## Становништво
На попису становништва 2011. године, општина Мали Буковец је имала 2.212 становника, од чега у самом Малом Буковцу 729.

## Попис1991.
На попису становништва 1991. године, насељено место Мали Буковец је имало 942 становника, следећег националног састава:
| Попис 1991.‍  | Попис 1991.‍  | Попис 1991.‍ | Попис 1991.‍ | Попис 1991.‍ |
| ------------ | ------------ | ----------- | ----------- | ----------- |
|              |              |             |             |             |
| Хрвати       | Хрвати       |             | 932         | 98,93%      |
| Срби         | Срби         |             | 2           | 0,21%       |
| Југословени  | Југословени  |             | 1           | 0,10%       |
| Словенци     | Словенци     |             | 1           | 0,10%       |
| Црногорци    | Црногорци    |             | 1           | 0,10%       |
| неопредељени | неопредељени |             | 2           | 0,21%       |
| непознато    | непознато    |             | 3           | 0,31%       |
| укупно: 942  |              |             |             |             |